# Séauve-sur-Semène
Séauve-sur-Semène – miejscowość i gmina we Francji, w regionie Owernia-Rodan-Alpy, w departamencie Górna Loara.
Według danych na rok 1990 gminę zamieszkiwały 1074 osoby, a gęstość zaludnienia wynosiła 137 osób/km² (wśród 1310 gmin Owernii Séauve-sur-Semène plasuje się na 204. miejscu pod względem liczby ludności, natomiast pod względem powierzchni na miejscu 899.).